# Rjúkandafoss
Rjúkandafoss (in lingua islandese: cascata del Rjúkandi)  è una cascata situata negli altopiani della regione dei Vestfirðir, i Fiordi occidentali, nella parte nord-ovest dell'Islanda.

## Descrizione
La cascata è situata lungo il corso del fiume Rjúkandi, che qui compie un salto di circa 35 metri prima di andare a confluire nel Hvalá, che poi sfocia nell'Oceano all'interno del fiordo Ófeigsfjörður. Il fiume Hvalá è quello con la maggior portata d'acqua nei fiordi occidentali; per questo motivo sono in corso valutazioni per utilizzarlo allo scopo di produrre energia idroelettrica.
La Rjúkandafoss ha una forma a ventaglio che ricorda quella della più grossa cascata Dynjandi. Proprio a causa di questa forma particolare e ben visibile anche dal mare, veniva usata dai marinai che navigavano nella baia Húnaflói come punto di riferimento per orientarsi nella baia.

## Accesso
Il fiordo è piuttosto remoto e abitato solo durante la stagione estiva. Per raggiungere la cascata partendo da Holmavik occorre percorre la strada 61 in direzione nord per 10 km, poi la 643 verso Djupavik fino quasi alla fine della strada. A Meladalur occorre prendere la strada sterrata F649 Ófeigsfjarðarvegur fino a Eyri. Di qui si segue il fiordo fino a incontrare il fiume Rjúkandi e la cascata Hvalarfoss. Si prosegue risalendo il fiume per altri 3,5 km, senza traccia di sentiero evidente, fino ad arrivare alla cascata Rjúkandafoss. Il percorso complessivo è di 21 km.